# Centre de gravetat
El centre de gravetat (CdG) és el punt d'aplicació de les diverses forces de gravetat que actuen sobre la distribució de masses d'un cos. Noteu que a diferència del concepte centre de massa el centre de gravetat no és intrínsec al cos, ja que depèn del camp gravitatori on aquest es trobi, és per això que en dinàmica s'empra preferentment el concepte de centre de massa.

## Determinació del centre de gravetat d'un cos
El centre de gravetat d'un cos K de massa M, distribució de densitat {\displaystyle \rho (\mathbf {r} )} i sotmès a un camp gravitatori {\displaystyle \mathbf {g} (\mathbf {r} )} és defineix pel vector {\displaystyle \mathbf {r} _{CG}} que compleix:
{\displaystyle M\mathbf {g} (\mathbf {r} _{CG})\mathbf {r} _{CG}=\int _{K}\rho (\mathbf {r} )\mathbf {g} (\mathbf {r} )\mathbf {r} dV}
on {\displaystyle \mathbf {r} } són els vectors als diferencials de volum que formen el cos.
En el cas que {\displaystyle \mathbf {g} (\mathbf {r} )} (camp gravitatori) sigui constant, l'equació del centre de gravetat correspon a la del centre de massa.
És el punt d'aplicació.

## Conceptes relacionats
En física, existeix el concepte de centre de massa, que en general, només coincideix amb el centre de gravetat quan el cos és en un camp gravitatori uniforme, això és, si l'acceleració de la gravetat coincideix en mòdul i direcció en tots els punts del cos (com és en el cas de la superfície de la Terra amb gran aproximació).
En geometria, existeix el concepte de centroide, o baricentre, que en general, només coincideix amb el centre de gravetat quan el cos té densitat uniforme i és en un camp gravitatori uniforme.

## Estàtica i centre de gravetat
Un cos recolzat sobre una base plana de forma convexa només estarà en equilibri estable si el seu centre de gravetat està sobre la vertical de la seva base.
Un problema clàssic sobre l'assumpte és el problema de la pila de llibres: Quant pot sobresortir una pila de llibres (de longitud 1 i amb el centre de gravetat a 0,5) sobre la lleixa on reposen sense perdre l'equilibri?
La resposta ve donada per la següent equació:
{\displaystyle d_{n}={\frac {1}{2}}\sum _{k=1,n}{\frac {1}{k}}}
Per un llibre: {\displaystyle d_{1}={\frac {1}{2}}}, per dos: {\displaystyle d_{2}={\frac {3}{4}}}, per tres: {\displaystyle d_{3}={\frac {11}{12}}}, i així successivament.